# (878) Mildred
(878) Mildred – planetoida z pasa głównego asteroid okrążająca Słońce w ciągu 3 lat i 230 dni w średniej odległości 2,36 au. Została odkryta 6 września 1916 roku w Mount Wilson Observatory przez Setha Nicholsona. Nazwa pochodzi od imienia córki amerykańskiego astronoma Harlowa Shapleya. Przed nadaniem nazwy planetoida nosiła oznaczenie tymczasowe (878) 1916 f.